# Thymus ruiz-latorrei
Thymus ruiz-latorrei là một loài thực vật có hoa trong họ Hoa môi. Loài này được C.Vicioso miêu tả khoa học đầu tiên năm 1974.